# 옴스크트란스마시
옴스크트란스마시(러시아어: Омский завод транспортного машиностроения, Омсктрансмаш; Omsktransmash)는 러시아 옴스크에 본사를 둔 엔지니어링 회사이다. 회사명은 옴스크 운송 엔지니어링 공장을 의미한다.
T-80 탱크를 개발한 곳이며 1991년 소련 해체와 동시에 파산하였으며, 2002년 부도를 선언하였다. 이후 2004년 우랄바곤자보드가 디자인 부서를 인수했으며, 회사 지분 대부분을 사들여 모기업이 되었다.